# S:t Jean Auxiliaire
S:t Jean Auxiliaire (S:t Johannes Hjälparen) var en svensk frimurareloge som grundades i Stockholm den 2 januari 1752 av greve Knut Posse.
Logen konstituerades på patent utfärdade av den franske stormästaren Louis av Bourbon-Condé. Intill grundandet av S:t Jean Auxiliaire hade det funnits flera privata frimurarloger, men många av dessa logers medlemmar gick över till den nybildade logen.
I de äldsta matriklarna kallas logen "Sveriges Moderloge" och även "den första lagliga svenska logen. Tillsammans med logen L'Union assimilerades S:t Jean Auxiliaire 1799 av Den Nordiska Första S:t Johannislogen.